# Diego López (calciatore 2002)
Diego López Noguerol (Turón, 13 maggio 2002) è un calciatore spagnolo, attaccante del Valencia.

## Carriera

### Club
Ha iniziato a giocare a calcio nell'accademia giovanile dell'FC Figueiredo, e dello Xeitosa. In seguito è passato allo Sporting Gijón, al Real Madrid e infine al Barcellona nel 2018. Si è trasferito al Valencia Mestalla il 7 luglio 2021.
Ha fatto il suo esordio con il Valencia il 29 agosto 2022, entrando nel finale della sconfitta per 1-0 contro l'Atlético Madrid.

### Nazionale
Ha giocato nella nazionale spagnola Under-21.
Nel 2024 ha vinto la medaglia d'oro ai Giochi Olimpici di Parigi.

## Statistiche

### Presenze e reti nei club
Statistiche aggiornate al 19 Dicembre 2024.
| Stagione        | Squadra           | Campionato      | Campionato | Campionato | Coppe nazionali | Coppe nazionali | Coppe nazionali | Coppe continentali | Coppe continentali | Coppe continentali | Altre coppe | Altre coppe | Altre coppe | Totale | Totale |
| Stagione        | Squadra           | Comp            | Pres       | Reti       | Comp            | Pres            | Reti            | Comp               | Pres               | Reti               | Comp        | Pres        | Reti        | Pres   | Reti   |
| --------------- | ----------------- | --------------- | ---------- | ---------- | --------------- | --------------- | --------------- | ------------------ | ------------------ | ------------------ | ----------- | ----------- | ----------- | ------ | ------ |
| 2021-2022       | Valencia Mestalla | TDR             | 30         | 9          |                 | -               | -               | -                  | -                  | -                  | -           | -           | -           | 30     | 9      |
| 2022-2023       | Valencia Mestalla | SF              | 22         | 5          |                 | -               | -               | -                  | -                  | -                  | -           | -           | -           | 22     | 5      |
| 2022-2023       | Valencia          | PD              | 10         | 3          | CR              | 0               | 0               | -                  | -                  | -                  | -           | -           | -           | 10     | 3      |
| 2023-2024       | Valencia          | PD              | 36         | 3          | CR              | 3               | 1               | -                  | -                  | -                  | -           | -           | -           | 39     | 4      |
| 2024-2025       | Valencia          | PD              | 14         | 2          | CR              | 0               | 0               | -                  | -                  | -                  | -           | -           | -           | 14     | 2      |
| Totale carriera | Totale carriera   | Totale carriera | 112        | 22         |                 | 3               | 1               |                    | -                  | -                  |             | -           | -           | 115    | 23     |

## Palmàres

### Nazionale
- Oro olimpico: 1

Parigi 2024